# ヘルマン・ヴァルム
ヘルマン・ゲオルク・ヴァルム（Hermann Georg Warm、1889年5月5日 - 1976年5月17日）は、ドイツの映画美術家、舞台美術家。ベルリンに生まれ、西ベルリンで没した。

## 生涯
ヘルマン・ゲオルク・ヴァルムは、ベルリンの美術学校に学び、フーゴ・バルッハの劇団で舞台美術家として活動した。1913年には、ヴァルター・シュミットハスラー監督の映画『Der Spion』で初めて映画で美術を手がけた。
ヴァルムは、1915年には既に、娯楽映画の美術スタッフとして映画界における地位を確立していた。第一次世界大戦後も、1918年に映画の仕事を再開し、やがて表現主義の影響を受けるようになっていった。オットー・リッペルト監督の1919年の映画『フィレンツェのペスト (Die Pest in Florenz)』では、フランツ・ジャフェ (Franz Jaffé)、ワルター・ライマン、ワルター・レーリッヒらと組んで表現主義的な造形を生み出したが、それが大いに注目されたのは1919年/1920年の映画『カリガリ博士』であった。ヴァルムは、ライマンやレーリッヒとともに美術のデザインと制作を務め、この表現主義映画の歪曲された空間構成を、描き込まれた光と陰で表現した。
1919年から1921年にかけて、ヴァルムは、フリッツ・ラングの監督作品でも働き、1921年の映画『死滅の谷 (Der müde Tod)』にもレーリッヒとともに参加した。その後ヴァルムは、現実的な映画の美術装置を手がけるようになり、F・W・ムルナウの1921年の映画『フォーゲルエート城 (Schloß Vogelöd)』と1922年の映画『ファントム (Phantom)』の2作品に関わった。
ヴァルムの美術装置は1920年代から1930年代はじめにドイツで制作されたフランス語映画でも使われており、仏独共同制作によりカール・テオドア・ドライヤーが監督した1932年の映画『吸血鬼』にもヴァルムが参加していた。ヴァルムは、ナチス・ドイツ体制下では1940年までしか映画には関わらず、ファイト・ハーラン監督の3作品、ハンス・シュタインホフ監督の2作品などに参加した後、1941年にスイスへ赴き、1947年にドイツへ帰還した。
ドイツ連邦共和国の時代に入ってからも、ヴァルムは以前に制作した装置を手を入れたりしながら、映画美術家として1960年まで働いた。1965年には、ドイツ映画への長年の貢献に対して、ドイツ映画賞の金のフィルムバントを贈られた。

## フィルモグラフィ
| - 1913年 - Der Spion - 1913年 - Wo ist Coletti? - 1913年 - Der letzte Tag - 1913年 - Der Shylock von Krakau - 1913年 - Die blaue Maus - 1913年 - Der König - 1913年 - Die Millionenmine - 1913年 - Menschen und Masken (2 Teile) - 1914年/1915年 - Der Hund von Baskerville (3 Teile) - 1915年 - Der Tunnel - 1918年 - Der Volontär - 1919年 - Der Richter von Zalamea - 1919年 - Die Insel der Glücklichen - 1919年 - フィレンツェのペスト (Die Pest in Florenz) - 1919年 - Totentanz - 1919年/1920年 - Die Spinnen (2 Teile) - 1920年 - カリガリ博士 (Das Cabinet des Dr. Caligari) - 1920年 - Masken - 1920年 - Das Blut der Ahnen - 1920年 - Das Haupt des Juarez - 1920年/1921年 - Die Jagd nach dem Tode (4 Teile) - 1921年 - Toteninsel - 1921年 - フォーゲルエート城 (Schloß Vogelöd) - 1921年 - Der ewige Fluch - 1921年 - 死滅の谷 (Der müde Tod) - 1921年 - Zirkus des Lebens - 1922年 - ファントム (Phantom) - 1923年 - Der Kaufmann von Venedig - 1923年 - Der letzte Kampf - 1923年 - Quarantäne - 1923年 - Ein Glas Wasser - 1923年 - Rivalen - 1924年 - Gräfin Donelli - 1924年 - Rosenmontag - 1924年 - Königsliebchen - 1925年 - Die rote Maus - 1925年 - Liebesgeschichten - 1925年 - Soll man heiraten? Intermezzo einer Ehe in sieben Tagen - 1926年 - Das süße Mädel - 1926年 - プラーグの大学生 (Der Student von Prag) - 1926年 - Die Flucht in die Nacht - 1926年 - Die Frauen von Folies Berbère - 1926年 - Die Insel der verbotenen Küsse - 1926年 - Fräulein Josette - meine Frau - 1926年 - Liebe - 1926年 - Parkettsessel 47 - 1927年 - Die Frau ohne Namen (2 Teile) - 1927年 - Colonialskandal - 1927年 - Die Jagd nach der Braut - 1928年 - Eine Nacht in London - 1928年 - Priscillas Fahrt ins Glück - 1928年 - Freiheit in Fesseln - 1928年 - 裁かるゝジャンヌ (La Passion de Jeanne d'Arc) | - 1929年 - Die weißen Rosen von Ravensberg - 1929年 - Das Erlebnis einer Nacht - 1929年 - Masken - 1929年 - Vertauschte Gesichter - 1930年 - Dreyfus - 1930年 - Fundvogel - 1930年 - Wiener Liebschaften - 1931年 - Der Herr Finanzdirektor - 1931年 - Der Mann, der den Mord beging - 1932年 - Friederike - 1932年 - 吸血鬼 (Vampyr) - 1932年 - Zwei in einem Auto - 1933年 - Hochzeit am Wolfgangsee - 1934年 - ペーア・ギント Peer Gynt - 1934年 - Peter, Paul und Nanette - 1934年 - Zigeunerblut - 1935年 - プラーグの大学生 (Der Student von Prag) - 1935年 - Ich liebe alle Frauen - 1935年 - Krach im Hinterhaus - 1935年 - マヅルカ Mazurka - 1936年 - Die Nacht mit dem Kaiser - 1936年 - Ein Hochzeitstraum - 1936年 - Mädchenjahre einer Königin - 1937年 - Die Warschauer Zitadelle - 1937年 - Ein Volksfeind - 1937年 - Gefährliches Spiel - 1938年 - Verwehte Spuren - 1938年 - 青春 Jugend - 1939年 - Das unsterbliche Herz - 1940年 - Die Geierwally - 1943年 - Jugendliebe - 1947年 - Wozzeck - 1948年 - Vor uns liegt das Leben - 1948年 - Morituri - 1949年 - Tragödie einer Leidenschaft - 1950年 - Die Sehnsucht des Herzens - 1950年 - Land der Sehnsucht（未完成） - 1950年 - Königskinder - 1951年 - Das ewige Spiel - 1952年 - Cuba Cabana - 1952年 - Herz der Welt - 1953年 - Die Privatsekretärin - 1953年 - Hokuspokus - 1954年 - Verrat an Deutschland - 1954年 - Raub der Sabinerinnen - 1955年 - Hanussen - 1955年 - Königswalzer - 1956年 - Dany, bitte schreiben Sie - 1958年 - Helden - 1959年 - Die Nackte und der Satan - 1959年 - Die Wahrheit über Rosemarie - 1960年 - Die Botschafterin |